# Болеховиці (Мазовецьке воєводство)
Болеховиці (пол. Bolechowice) — село в Польщі, у гміні Бельськ Плоцького повіту Мазовецького воєводства.
Населення — 54 особи (2011).
У 1975—1998 роках село належало до Плоцького воєводства.

## Демографія
Демографічна структура станом на 31 березня 2011 року:
|          | Загалом | Допрацездатний вік | Працездатний вік | Постпрацездатний вік |
| -------- | ------- | ------------------ | ---------------- | -------------------- |
| Чоловіки | 29      | 8                  | 19               | 2                    |
| Жінки    | 25      | 7                  | 10               | 8                    |
| Разом    | 54      | 15                 | 29               | 10                   |